# Nordmarks socken
Nordmarks socken i Värmland ingick i Färnebo härad, ingår sedan 1971 i Filipstads kommun och motsvarar från 2016 Nordmarks distrikt.
Socknens areal är 252,28 kvadratkilometer varav 235,11 land. År 2000 fanns här 519 invånare. Tätorten Nordmark med sockenkyrkan Nordmarks kyrka ligger i socknen.   

## Administrativ historik
Socknen bildades 1731 genom en utbrytning ur Färnebo socken. 
Vid kommunreformen 1862 övergick socknens ansvar för de kyrkliga frågorna till Nordmarks församling och för de borgerliga frågorna bildades Nordmarks landskommun. Landskommunen uppgick 1952 i Värmlandsbergs landskommun som 1971 uppgick i Filipstads kommun. Församlingen uppgick 2010 i Filipstads församling.
1 januari 2016 inrättades distriktet Nordmark, med samma omfattning som församlingen hade 1999/2000.
Socknen har tillhört län, fögderier, tingslag och domsagor enligt vad som beskrivs i artikeln Färnebo härad.

## Geografi

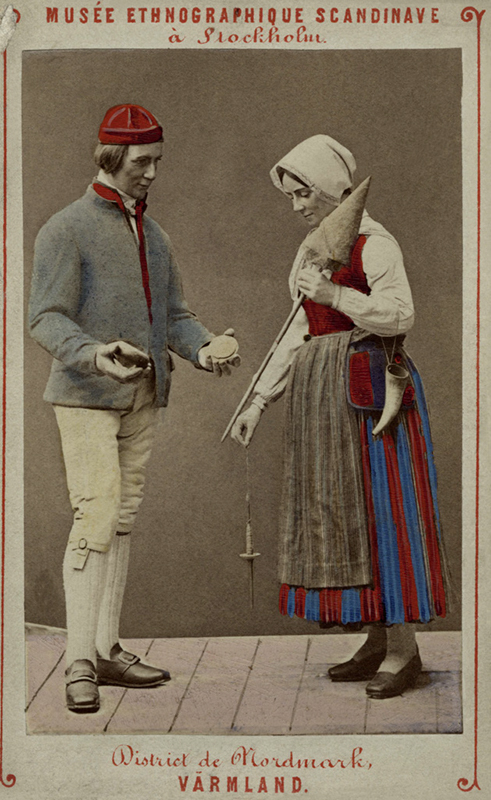

Nordmarks socken ligger väster om Filipstad kring Nordmarksälven och dess tillflöden. Socknen är en kuperad sjörik skogsbygd med höjder som i Dalkarlsberget i väster når 450 meter över havet.

## Fornlämningar
Ett 20-tal boplatser från stenåldern har påträffats.

## Namnet
Namnet skrevs 1540 Nordebärg, 1649 Nohlmarckshytta och avsåg då en hytta som socknen fått sitt namn av. Förleden norr kan syfta på att gruvfältet är det nordligaste i denna del av Värmland. Efterleden mark syftar på att området är en utmark till det centrala området i Färnebo socken.

## Befolkningsutveckling
| Befolkningsutvecklingen i Nordmarks socken 1780–1990                                                     | Befolkningsutvecklingen i Nordmarks socken 1780–1990 | Befolkningsutvecklingen i Nordmarks socken 1780–1990 | Befolkningsutvecklingen i Nordmarks socken 1780–1990 | Befolkningsutvecklingen i Nordmarks socken 1780–1990 |
| --- | ---------------------------------------------------- | ---------------------------------------------------- | ---------------------------------------------------- | ---------------------------------------------------- |
| |                                                      |                                                      |                                                      |                                                      |
| År |                                                      |                                                      | Folkmängd                                            |                                                      |
| 1780 | 1780                                                 |                                                      | 1 288                                                |                                                      |
| 1790 | 1790                                                 |                                                      | 1 403                                                |                                                      |
| 1800 | 1800                                                 |                                                      | 1 636                                                |                                                      |
| 1810 | 1810                                                 |                                                      | 1 325                                                |                                                      |
| 1820 | 1820                                                 |                                                      | 1 347                                                |                                                      |
| 1830 | 1830                                                 |                                                      | 1 684                                                |                                                      |
| 1840 | 1840                                                 |                                                      | 1 830                                                |                                                      |
| 1850 | 1850                                                 |                                                      | 2 267                                                |                                                      |
| 1860 | 1860                                                 |                                                      | 2 528                                                |                                                      |
| 1870 | 1870                                                 |                                                      | 2 598                                                |                                                      |
| 1880 | 1880                                                 |                                                      | 2 687                                                |                                                      |
| 1890 | 1890                                                 |                                                      | 2 775                                                |                                                      |
| 1900 | 1900                                                 |                                                      | 2 501                                                |                                                      |
| 1910 | 1910                                                 |                                                      | 2 287                                                |                                                      |
| 1920 | 1920                                                 |                                                      | 2 115                                                |                                                      |
| 1930 | 1930                                                 |                                                      | 1 859                                                |                                                      |
| 1940 | 1940                                                 |                                                      | 1 479                                                |                                                      |
| 1950 | 1950                                                 |                                                      | 1 329                                                |                                                      |
| 1960 | 1960                                                 |                                                      | 1 129                                                |                                                      |
| 1970 | 1970                                                 |                                                      | 764                                                  |                                                      |
| 1980 | 1980                                                 |                                                      | 625                                                  |                                                      |
| 1990 | 1990                                                 |                                                      | 555                                                  |                                                      |
| Anm: Källor: Umeå universitet - Tabellverket 1749-1859, Demografiska databasen, CEDAR, Umeå universitet. |                                                      |                                                      |                                                      |                                                      |